# Bulcsú Révész
Bulcsú Révész (* 1. Januar 2007) ist ein ungarischer Snookerspieler aus Budapest. 2019 wurde er mit nur 12 Jahren ungarischer Meister. 2024 qualifizierte er sich als erster Ungar für die Profitour.

## Karriere
Bulcsú Révész entdeckte mit 7 Jahren Snooker im Fernsehen, und nachdem er es in einem Billardclub ausprobiert hatte, blieb er bei dem Sport. Mit Péter Varga, seit 2009 Verantwortlicher für Snooker im ungarischen Billardverband, fand er einen erfahrenen Trainer. Nur ein Jahr später nahm er schon an der nationalen Meisterschaft teil und gewann auch ein Match. Von Jahr zu Jahr steigerte er sich bei dem Turnier. 2018 verlor er im Halbfinale gegen den Rekordmeister Zsolt Fenyvesi, im Jahr darauf trafen sie sich im Endspiel und Révész gewann mit 7:6. Mit 12 Jahren wurde er der jüngste Spieler, der je die Landesmeisterschaft errang.
Ab 2018 nahm er auch an internationalen Turnieren teil. Mit zunehmendem Alter wurde er immer konkurrenzfähiger und 2020 kam er schon bis ins Viertelfinale der U18-Snookereuropameisterschaft. Im Jahr darauf schied er im Halbfinale aus und 2023 erreichte er das Finale und holte sich mit 4:3 über Liam Pullen seinen ersten internationalen Jugendtitel. In derselben Saison nahm er auch an der Juniorenweltmeisterschaft teil. Er stand im Finale der U16-WM, das er gegen Liam Davies verlor, und erreichte in der Altersklasse U21 das Halbfinale. Seinen U18-Europameistertitel konnte er 2024 gegen Vladislav Gradinari verteidigen.
Daneben spielte er ab 2022 auf der Q Tour des Weltverbands WPBSA, um seinem Ziel näher zu kommen, Snookerprofi zu werden; allerdings mit mäßigem Erfolg. Auch die Q-School-Turniere 2023 brachten ihn nicht voran. Ein weiteres Qualifikationsturnier war die WSF Junior Championship für U19-Spieler, an der er 2024 zum ersten Mal teilnahm. Im Finale traf er auf Gong Chenzhi aus China, den er in der Gruppenphase bereits besiegt hatte. Er gewann auch das Endspiel mit 5:3 und schaffte damit als 17-Jähriger die Qualifikation für die Spielzeiten 2024/25 und 2025/26 der World Snooker Tour. Damit wurde er der erste ungarische Snookerprofi.
Bereits in der Qualifikation zur Weltmeisterschaft 2024, zu der er vorab eingeladen wurde, erreichte er mit einem 10:8 über Sean O’Sullivan einen Achtungserfolg. Das 5:0 in der ersten Runde des Xi’an Grand Prix gegen David Grace war danach im August sein erster Sieg als Profi. Beim Saudi Arabia Masters erreichte er anschließend erstmals die 3. Runde, in der er nur knapp mit 3:4 gegen Jordan Brown verlor. Auch bei den English Open und den Northern Ireland Open kam er danach in Runde drei. Bei den British Open gelang ihm mit einem 4:3 gegen Ali Carter ein Sieg gegen einen Top-16-Spieler. In der zweiten Saisonhälfte ließen die Ergebnisse aber etwas nach, insbesondere bei den großen Turnieren gab es nur noch Auftaktniederlagen, womit er dem Ziel, nach zwei Jahren die Top 64 zu erreichen, noch ein gutes Stück entfernt blieb.

## Erfolge
Juniorenturniere:
- Europameisterschaften
  - U18-Europameisterschaft: 2023, 2024
- Nationale Meisterschaften
  - Ungarischer Meister: 2019 (Finale 2021)

Qualifikationsturniere:
- WSF Junior Championship: 2024